# 徒手進食

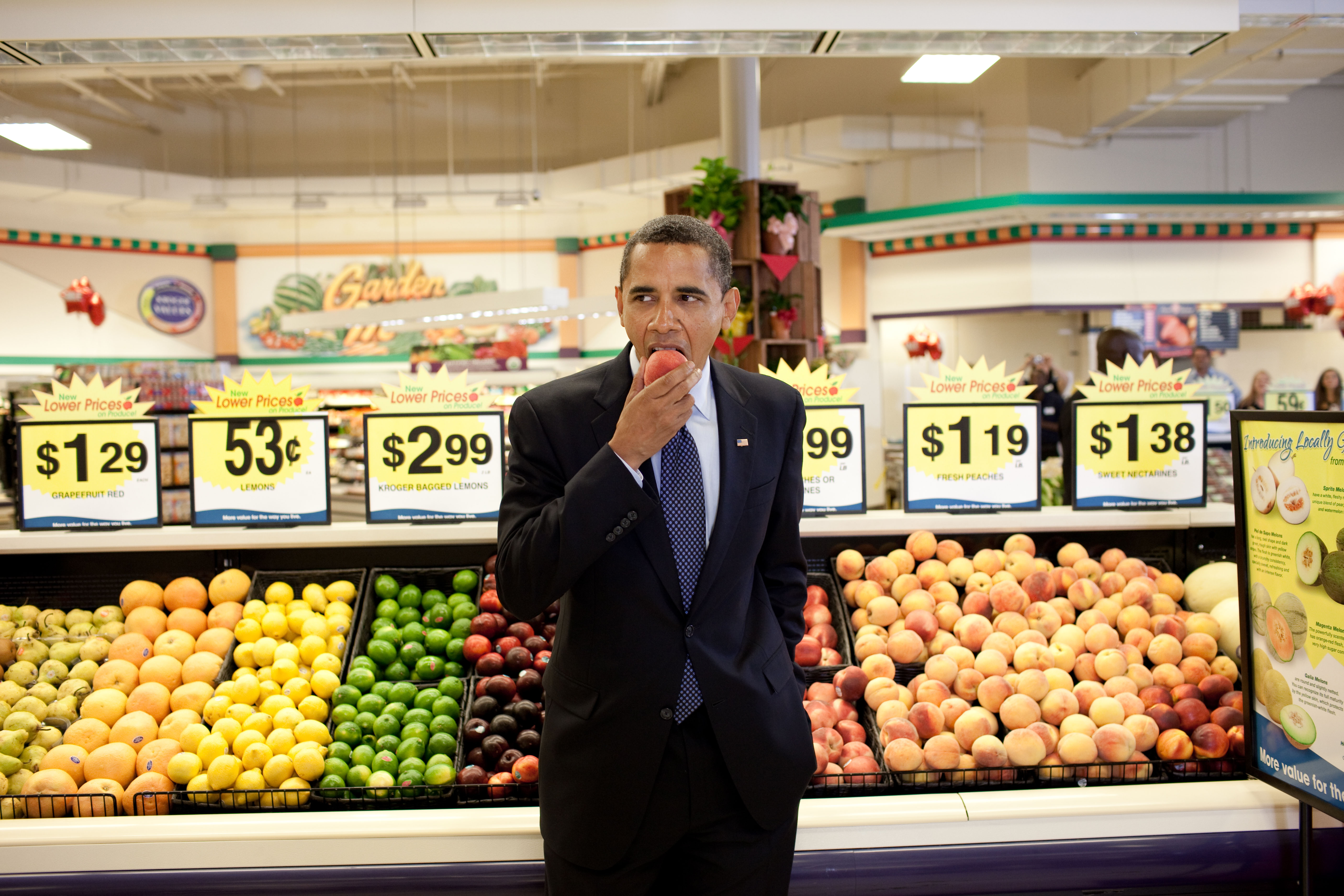
美國前總統歐巴馬徒手食用桃子。

徒手進食，也就是直接抓取食物來吃，不使用餐具，是一種廣泛分佈於世界各地的進食方式。許多食物如潤餅、三明治、水果、餅乾、包裝零食、甜筒冰淇淋等常採徒手進食。有些文化將徒手進食視為重要的傳統，例如印度菜、衣索比亞菜、以及紐約風格披薩。

## 原因

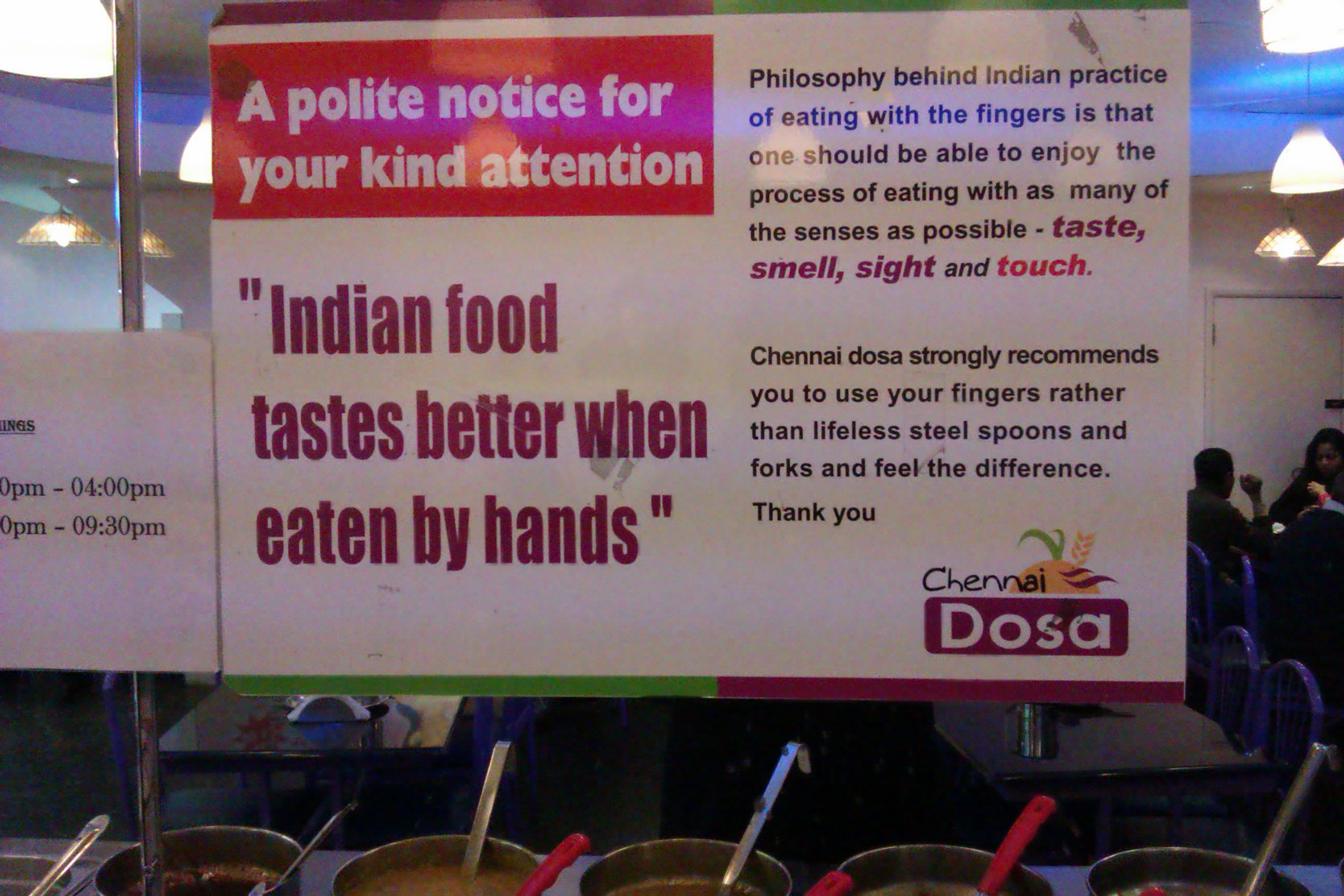
位在倫敦的一間印度餐廳貼出告示鼓勵客人徒手進食，用觸覺一併感受食物，不要用毫無生氣的湯匙和叉子。

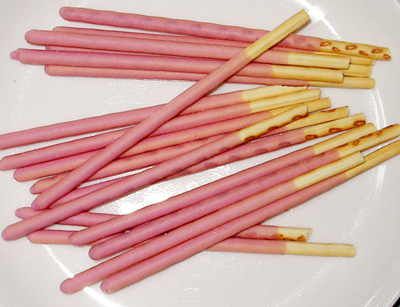
百琪餅乾設計成方便徒手拿取。

餐具是一種簡單的工具，很容易發明和製作，因此徒手進食不是因為技術或資源限制，而是人們自己選擇不使用餐具。許多人宣稱徒手進食的時候食物比較美味、而且是最自然的進食方式。用手指直接接觸食材時，手指的觸覺成為體驗的一部份，有些人認為這樣可以構成更好的用餐體驗。除此之外，徒手進食有時反映的是一種身份認同；進食的方式可以用來區分民族或階級，刀叉不只是「一種」進食工具，更是「在使用刀叉進食的社會裡」的進食工具。極端的例子如1975~1979年的柬埔寨在紅色高棉的統治下，政府規定所有人只能用手進食，以對抗使用餐具的外來文化。

## 各地情況

### 東亞
中國雖然在先秦就已經發明筷子，在《韓非子》中提及、在殷墟中發現文物，但許多食物仍偏好徒手抓取，例如在中國北方盛行的主食饅頭和中式麵餅就有許多人習慣徒手拿取食用，其他像飯團、刈包、春捲、北京烤鴨、包子以及許多小吃也都常用手拿取。這樣的飲食傳統不只存在於平民階級，例如2018年俄羅斯聯邦總統弗拉基米爾·普京訪問中國時，和中華人民共和國領導人習近平兩人也一起徒手拿取煎餅食用。
在日本，根據魏志倭人傳，三世紀的日本人用手取食；即使後來筷子傳入日本，至今日本仍部份保留了用手吃壽司的傳統，因為筷子容易讓壽司解體。

### 中亚
中亚人普遍存在徒手進食的习惯，手抓饭就是其中的代表。手抓饭是中亚地区的传统食物，也是中亚族群的标志性食物。

### 伊斯蘭和印度文化圈

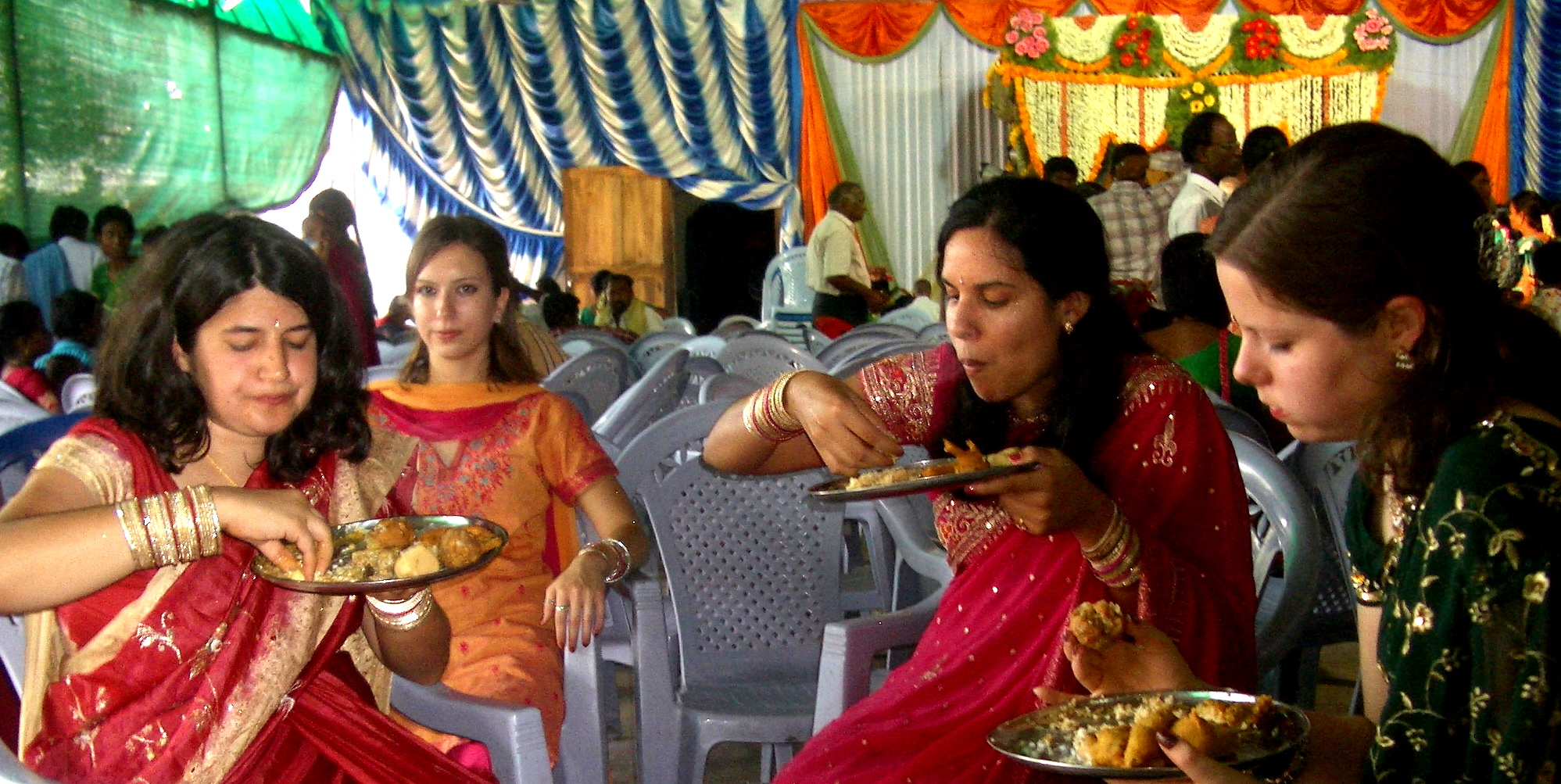
印度文化以徒手進食。

印度文化以徒手進食，使用饢、印度烤餅、多薩等麵餅沾咖哩、湯或酸辣醬來吃，或是用將飯用手稍微捏成團後送入口中。印度和伊斯蘭文化的用餐禮儀是使用右手的拇指、食指、和中指，餘二指以及左手被視為不潔。抓飯在中文會稱為抓飯也顯示此道菜傳入中國的西域民族是徒手進食。
在東南亞，大多數國家都盛行徒手進食。除了不用餐具，傳統上人們也不使用桌椅，而是圍坐在地上進食。
在地中海一帶，黎凡特、巴爾幹半島以及北非流行稱為meze的小吃，其中許多菜會用手吃，例如鷹嘴豆泥、中東茄子泥、青瓜酸乳酪醬汁等沾醬常是用皮塔餅配沾著吃。西班牙的塔帕斯也常用手吃。

### 撒哈拉以南非洲

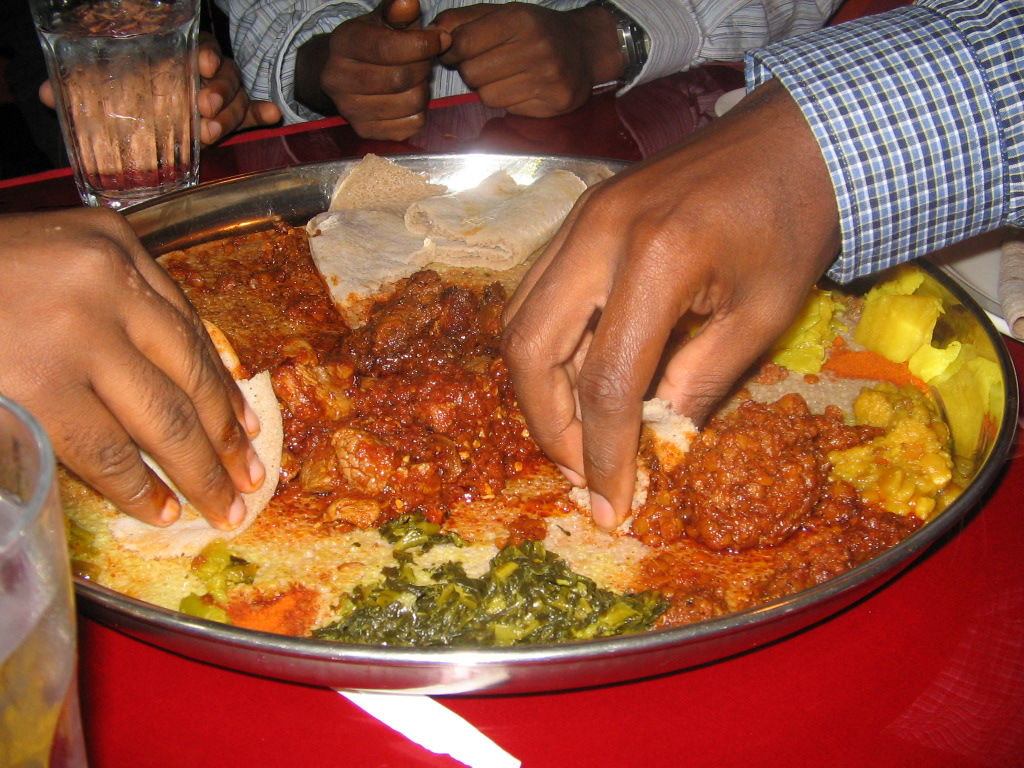
徒手吃衣索比亞菜

非洲各地都盛行徒手進食，通常是用某種澱粉類主食勺取配菜食用，例如西非用根莖類做的富富、南非用玉米做的烏咖哩、以及東非用苔麩做的英杰拉。
在衣索比亞，有個習俗是拿沾好醬的英杰拉餵給坐在身旁的人。衣索比亞人認為用左手會帶來不幸，只用右手進食。

### 中南美
許多中南美菜餚使用玉米餅盛裝或勺取食物，例如卷餅、夾餅、烤乾酪辣味玉米片、或是用玉米餅直接沾莎莎醬來吃。有些人不覺得這是用手進食，而是用玉米片當作餐具。

### 歐美
現代歐美較不流行徒手進食，湯匙和叉子在16~17世記間從歐洲上流社會開始向下傳播，造成此轉變的原因之一是義大利麵的流行，在此之前主要只用手和刀子。
大多數歐美餐廳的正餐使用刀叉和湯匙，只有麵包以及少部份的開胃菜或甜點（如可頌餅乾、馬卡龍）會徒手拿取。但在比較不正式的場合，如酒吧、賭場、以及社交宴會，常會提供許多專門設計成可以不用餐具的食物，稱為手指食物。典型的手指食物包括法式小菜 Canapé，是一塊麵包上面放好配料。許多速食也是用手拿著吃，例如漢堡、薯條、炸雞、以及披薩。使用刀叉來吃紐約風格披薩可能引起批評，例如紐約前市長白思豪、政治人物莎拉·佩林以及當時為紐約企業家的唐納·川普都曾因為用刀叉吃披薩而招來批評。
近年來有些較前衛的西方餐廳也鼓勵客人徒手進食，認為這可以刺激原始本能、勾起孩提記憶、將觸覺結合到用餐體驗中、或建立比較輕鬆的氣氛。

## 健康影響
有研究指出徒手進食的速度比較慢，可以避免吃太多。
手正如同其他餐具，如果沒有洗乾淨，就容易傳染疾病。許多徒手進食的傳統文化中，整套用餐過程從洗手開始，並且只使用特定一隻手進食，另一隻手在日常生活中偏向用來做容易汙染的工作，這些傳統都有助於確保衛生。在一些徒手進食較不普遍的地區，遇到必須用手的食物（例如手扒雞）時，有時會戴手套，也有避免讓手油膩的功能。然而若手套不耐熱，反而會產生有毒物質。

## 刻板印象
有些人誤以為徒手進食是因為貧窮或文化落後；美國節目主持人歐普拉·溫芙蕾在節目中造訪印度時，問當地人「我聽說有些印度人至今還用手吃飯」，引起印度觀眾普遍不滿，一名印度人寫信告訴溫芙蕾用手吃飯是傳統，不論貧富貴賤都一樣用手進食。在1970年代，曾有西方國家的印度餐廳區隔印度人和西方人的用餐區，因為雙方都不希望西方人看到印度人的用餐方式。目前在美國，印度餐廳通常放任客人用自己偏好的方式用餐，衣索比亞餐廳則鼓勵徒手進食。
在台灣，有印尼移民在社區中介紹印尼菜時，被網路上的台灣人批評說用手抓飯吃是落後的表現，不應該公然推廣。